# Jaskinia Niedźwiedzia
Die Höhle Jaskinia Niedźwiedzia (deutsch: Bärenhöhle) ist eine Schau- und Tropfsteinhöhle in der Riemer Koppe im Massiv des Glatzer Schneegebirges in den mittleren Sudeten in Polen.
Der Name lässt sich als Bärenhöhle übersetzen. In der Höhle wurden Knochen prähistorischer Tiere gefunden.
Die Höhle liegt bei Kletno, ist ca. 4500 Meter lang und hat zwei Öffnungen auf einer Höhe von ca. 800 m n.p.m. und 807 m n.p.m. Die Höhle wurde 1966 entdeckt. Sie ist die längste bekannte Höhle in den Sudeten.